# Bernard B. Brown
Bernard B. Brown (* 24. Juli 1898 in Wisconsin; † 20. Februar 1981 in Glendale, Kalifornien) war ein US-amerikanischer Komponist von Filmmusik, Film- und Tontechniker, der nicht nur einen Oscar für den besten Ton, sondern auch einen Oscar für technische Verdienste (Technical Achievement Award) erhielt.

## Biografie
Brown begann Anfang der 1930er Jahre als Film- und Tontechniker in der Filmwirtschaft Hollywoods und arbeitete nach seinem Debüt beim Film Congo Jazz (1930) an der Herstellung von mehr als 500 Filmen mit.
Bei der Oscarverleihung 1939 wurde er erstmals für den Oscar in der Kategorie bester Ton nominiert für den Film That Certain Age (1938). Bei der darauf folgenden Oscarverleihung 1940 gewann er den Oscar für den besten Ton in When Tomorrow Comes (1939).
1941 war er gleich drei Mal nominiert: Für den besten Ton in Spring Parade (1940), für den Oscar für die besten visuellen Effekte in den Filmen Der Unsichtbare kehrt zurück (1940) zusammen mit John P. Fulton und William Hedgcock sowie gemeinsam mit J.P. Fulton und Joe Lapis für The Boys from Syracuse (1940). Weitere Nominierungen für den besten Ton folgten 1942 für Sprechstunde für Liebe (1941) sowie 1943 für Arabische Nächte (1942). Darüber hinaus war er 1943 mit J.P. Fulton abermals für den Oscar für die besten visuellen Effekte in Der unsichtbare Agent (1942) nominiert.
Danach folgten weitere Nominierungen für den Oscar in der Kategorie bester Ton und zwar 1944 für Phantom der Oper (1943), 1945 für Die Stubenfee (1944) sowie 1946 für Die Dame im Zug (1945).
Bei der Oscarverleihung 1945 erhielt er den Oscar für technische Verdienste, den sogenannten Technical Achievement Award, „für die Entwicklung und Konstruktion eines eigenen Aufnahmeraums für Solisten und Chöre“.
Daneben war er als Film- und Tontechniker bei weiteren bekannten Filmen wie Die unsichtbare Frau (1940), Schwarzer Freitag (1940), This Woman Is Mine (1941), Saboteure (1942), Im Schatten des Zweifels (1943), Die Frau in Grün (1945) sowie Rächer der Unterwelt und Ich sing’ mich in dein Herz hinein (1946) tätig und arbeitete während seiner fast dreißigjährigen Laufbahn mit Filmregisseuren wie Edward Ludwig, John M. Stahl, Henry Koster, Joe May, A. Edward Sutherland, William A. Seiter, John Rawlins, Edwin L. Marin, Arthur Lubin, Frank Borzage, Charles David, Alfred Hitchcock, Roy William Neill und Robert Siodmak zusammen.
Zuletzt war er bis 1947 Supervisor für Tontechnik der Universal Studios und übergab dieses Amt an Leslie I. Carey.
Bernard Brown war außerdem als Komponist tätig und schuf die Musik von knapp 30 Filmen.